# Katedra św. Józefa w Swansea
Katedra św. Józefa w Swansea (ang. St Joseph's Cathedral, Swansea) – świątynia rzymskokatolicka w Swansea, dawna katedra zlikwidowanej diecezji Menevii. Mieści się przy Convent Street.
Budowa świątyni rozpoczęła się w 1887 i zakończyła w 1889, konsekrowana w 1888. Budowa kosztowała 10 000 funtów. Projektantem świątyni był Peter Paul Pugin. Reprezentuje styl neogotycki. Posiada jedną wieżę. Katedra znajduje się na liście zabytków Wielkiej Brytanii.